# Hannah Riedel
Hannah Riedel (* 4. November 2004 in Göttingen) ist eine deutsche Karateka und Mitglied der Deutschen Nationalmannschaft. Sie ist mehrfache deutsche Meisterin, Weltmeisterin und Europameisterin. 

## Werdegang
Hannah Riedel begann 2010 im Alter von 5 Jahren mit dem Karate im Ken Budo Heiligenstadt e.V.und wechselte 2013 zum Karate Dojo Chikara Club Erfurt e.V., wo sie von Swen und Claudia Sattler trainiert wurde. 2016 wurde sie im Kumite Einzel U14 -43kg Deutsche Meisterin. 2017 wurde sie erneut Deutsche Meisterin, jedoch im Kata Team U14. 2020 wurde sie zur Erfurter Nachwuchssportlerin gewählt.
2021 gewann sie Bronze bei der K1 Youth League Limassol (Zypern) und ist somit die erste Erfurter Karateka mit einer Youth League Medaille. Im selben Jahr erreichte sie einen weiteren dritten Rang bei K1 Youth League Porec (Kroatien). Außerdem belegte sie Rang 7 bei der Europameisterschaft in Tampere (Finland) in der Kategorie U18 +59kg. In dieser Kategorie wurde sie im selben Jahr auch Deutsche Meisterin.
2022 wurde sie Dritte bei der Europameisterschaft in Prag, Tschechien (U18 +59kg) und sicherte sich ebenfalls Platz 3 bei der K1 Youth League Porec (Kroatien). In Konya (Türkei) wurde sie U18 Weltmeisterin und ist somit die erste Karateka des Thüringer Karateverbandes e.V. mit diesem Titel. 
Im Jahr 2023 erreichte sie das Viertelfinale der K1 Premier League Fukuoka und belegte Rang 7. Außerdem wurde sie Deutsche Meisterin in der Klasse -68 kg.  
Anfang 2025 gewann sie die U21 Europameisterschaft in Bielsko-Biala sowie anschließend ihre erste Medaille in der Leistungsklasse (Damen Ü18) - Gold bei der Serie A in Larnaca. Zudem gewann sie ihren zehnten deutschen Meistertitel. Kurz darauf folgte die erste Premier League Medaille mit Platz 3 in Kairo (Teilnahme für die Top 32 der Welt). Bei der Europameisterschaft der Leistungsklasse in Eriwan, Armenien gewann sie zwei mal Gold (Einzel -68kg, Team).

## Privates
Riedel wohnt in Erfurt und absolvierte 2023 das Abitur. Für ihre schulischen Leistungen sowie ihr schulisches Engagement neben dem Leistungssport erhielt sie 2023 den Pierre-de-Coubertin-Schülerpreis. Im Oktober 2023 beginnt sie ein Studium an der Friedrich-Schiller-Universität in Jena.